# Strada statale 9 dir Tangenziale Est di Lodi
Die Strada statale 9 dir ist eine autobahnähnliche Staatsstraße in Italien.
Sie hat die Funktion einer Ortsumfahrung für die Stadt Lodi.